# Porsenus johnsoni
Porsenus johnsoni är en tvåvingeart som beskrevs av Darlington 1908. Porsenus johnsoni ingår i släktet Porsenus och familjen myllflugor. Inga underarter finns listade i Catalogue of Life.